# あのこは貴族
『あのこは貴族』（あのこはきぞく）は、山内マリコによる小説。2015年に小説すばるにて連載された後、2016年に集英社文庫から刊行された
。2021年に映画版が公開。

## あらすじ
東京で裕福な家庭に生まれた華子は、30歳を前に恋人と別れ、初めて人生の岐路に立つ。結婚を意識した彼女は婚活を始め、弁護士の幸一郎と出会う。同じく裕福な家庭で育った幸一郎と華子は婚約する。
一方、地方出身の美紀は32歳で独身。猛勉強の末に慶應義塾大学に進学するも、経済的な理由で中退。学費のために働いていたラウンジで幸一郎と出会う。美紀にとって、同じ大学に通う幸一郎は異なる世界で生きる憧れの存在だった。やがて二人は都合の良い関係となり、その関係は幸一郎が華子と婚約した後も続いていた。
幸一郎を通して出会った華子と美紀は、それぞれの境遇を知る中で、自身の人生を見つめ直していく。

## 登場人物
榛原華子
東京の開業医の家庭の三女として生まれる。コネで大企業に就職するなど何不自由ない人生を送ってきたが20代後半で恋人に振られ岐路に立たされる。
結婚に焦りお見合いを重ね、姉の夫の紹介で知り合った幸一郎とすぐに婚約するが、幸一郎の本心をよくわからないでいる。
時岡美紀
地方の漁師町に生まれ、親の反対を押し切って猛勉強の末に慶應義塾大学に進学。親からの援助はなく水商売で生計を立てるが次第に水商売にのめり込んでしまい大学を除籍処分となる。
現在はIT企業に勤めている32歳、独身。
青木幸一郎
慶応幼稚舎出身のイケメン弁護士。同じ大学に通っていた美紀にとっては憧れのような存在。
同じ上流階級で育った華子と知り合い婚約をするが、美紀といるほうが居心地がよくダラダラとした関係を10年以上続けている。

## 映画
2020年の第33回東京国際映画祭にて、特別招待作品として11月5日にワールドプレミア上映された。
2021年2月26日に劇場公開された。監督・脚本は岨手由貴子、主演は門脇麦。

### キャスト
- 榛原華子：門脇麦
- 時岡美紀：水原希子[4]
- 青木幸一郎：高良健吾[5]
- 相良逸子：石橋静河[5]
- 平田里英：山下リオ[5]
- 榛原宗郎：佐戸井けん太
- 榛原麻友子：篠原ゆき子
- 岡上香津子：石橋けい
- 岡上真：山中崇
- 岡上晃太：南出凌嘉
- 青木知子：高橋ひとみ
- 青木謙次郎：奥瀬繁
- 青木幸太郎：津嘉山正種
- 榛原京子：銀粉蝶

### スタッフ
- 原作：山内マリコ『あのこは貴族』（集英社文庫刊）
- 監督・脚本：岨手由貴子
- 音楽：渡邊琢磨
- プロデューサー：西ヶ谷寿一、西川朝子、宮本綾
- ラインプロデューサー：金森保
- 撮影：佐々木靖之
- 照明：後閑健太
- 録音：近藤崇生
- 美術：安宅紀史
- 装飾：佐藤桃子
- スタイリスト：丸山晃
- 衣装：大森茂雄
- ヘアメイク：橋本申二
- 編集：堀善介
- 録音仕上げ：高田伸也
- 助監督：張元香織
- 制作担当：柴野淳、刈屋真
- キャスティング：西宮由貴
- 助成：文化庁文化芸術振興費補助金（映画創造活動支援事業）独立行政法人日本芸術文化振興会
- 配給：東京テアトル、バンダイナムコアーツ
- 制作：東京テアトル
- 制作協力：キリシマ1945
- 製作：「あのこは貴族」製作委員会（バンダイナムコアーツ、東京テアトル、集英社、カラーバード）

### 受賞
- 第13回TAMA映画賞
  - 最優秀作品賞
- 第35回高崎映画祭
  - 最優秀助演俳優賞（水原希子）
- 第26回新藤兼人賞
  - プロデューサー賞（西ヶ谷寿一）